# Микульчик Олег Антонович
Олег Антонович Микульчик (біл. Алег Антонавіч Мікульчык; 27 червня 1964, м. Мінськ, СРСР) — білоруський хокеїст, захисник. Заслужений майстер спорту Республіки Білорусь (2002). 

## Біографія
Вихованець хокейної школи «Юність» (Мінськ) (тренер — А. Решетняк). Виступав за: «Динамо» (Москва), «Хімік» (Воскресенськ), «Монктон Гокс» (АХЛ), «Вінніпег Джетс», «Спрингфілд Індіанз» (АХЛ), «Анагайм Дакс», «Балтимор Бендітс» (АХЛ), «Форт-Вейн Кометс» (ІХЛ), «Нюрнберг Айс-Тайгерс», «Металург» (Магнітогорськ), «Крила Рад» (Москва), «Мечел» (Челябінськ), «Нафтохімік» (Нижньокамськ), «Юність» (Мінськ), «Динамо» (Мінськ).
У чемпіонатах СРСР (СНД) провів 285 матчів, набрав 50 (20+30) очок, зарабив 288 хвилин штрафного часу. У чемпіонатах Росії провів 111 матчів, набрав 26 (7+19) очок, отримав 301 хвилину штрафного часу. 
За національну збірну СРСР виступав з 1985 по 1987 рік. Провів 11 матчів, набрав 0 (0+0) очок. В 1987 році виступав за збірну клубів СРСР. Провів 7 матчів. За другу збірну СРСР виступав з 1986 по 1989 рік. Провів 16 матчів, набрав 4 (1+3) очки, зарабив 40 хвилини штрафного часу. 
У складі молодіжної збірної СРСР учасник чемпіонату світу 1984. У складі юніорської збірної СРСР учасник чемпіонату Європи 1982.
У складі національної збірної Білорусі провів 57 матчів (5 голів, 7 передач); учасник зимових Олімпійських ігор 2002; учасник чемпіонатів світу 1998, 1999, 2001 і 2005. 

## Досягнення
- Чемпіон світу U-20 (1984); бронзовий призер юніорського чемпіонату Європи (1982)
- Чемпіон Євроліги (1999-00)
- Чемпіон СРСР (1990, 1991), срібний (1985, 1986, 1987) і бронзовий (1988) призер.
- Чемпіон Росії (1999), бронзовий призер (2000)
- Чемпіон Білорусі (2004, 2005, 2006, 2007)
- Володар Кубка Білорусі (2004-серпень).

## Тренерська кар'єра
- Помічник головного тренера «Динамо» (Мінськ) (2007, чемпіонат Білорусі)
- Помічник головного тренера національної збірної Білорусі (2006—2008)
- Помічник головного тренера «Динамо» (Мінськ) (2008—09, КХЛ)
- Помічник головного тренера  «Мінських зубрів» (МХЛ) (2010—11).
- Головний тренер молодіжної збірної Білорусі (2010—11)
- Головний тренер «Донбас-2» (Донецьк) (2011, ПХЛ)[1].